# Two for the Road (Lost)
Two for the Road este un episod al serialului de televiziune Lost, sezonul 2.